# Milionia dubiosa
Milionia dubiosa är en fjärilsart som beskrevs av Rothschild 1897. Milionia dubiosa ingår i släktet Milionia och familjen mätare. Inga underarter finns listade i Catalogue of Life.